# 海軍機関科問題

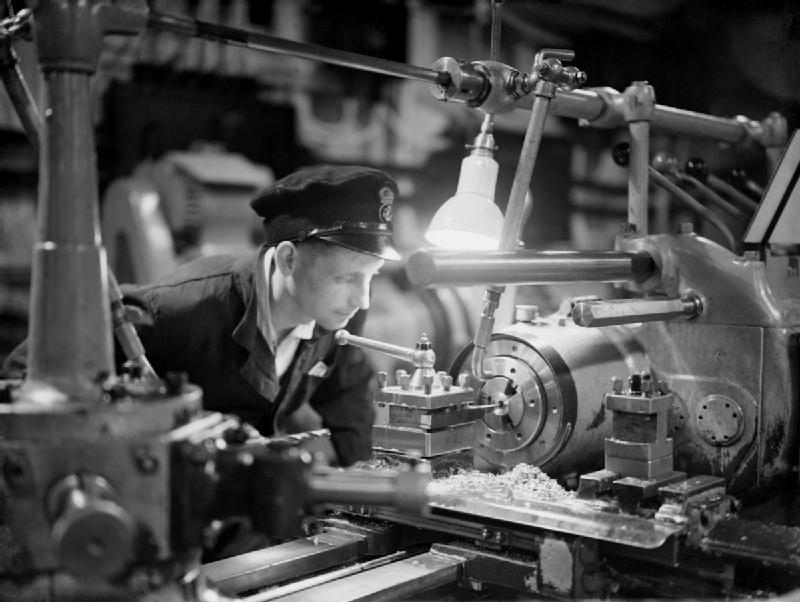
イギリス海軍の駆逐艦母艦「タイン」で作業中の機関科特務士官（Engine Room Artificer, ERA）。1941年撮影。

海軍機関科問題（かいぐんきかんかもんだい）とは、海軍の士官制度において、兵科の士官と機関科の士官に設けられた区別に関する対立のことである。19世紀前半の蒸気推進軍艦導入以降、海軍には動力装置を操作する機関要員が必要になったが、その幹部である機関科士官は、制度上で戦闘要員である兵科士官と区別されることがあった。指揮権の有無や階級制度、給与、養成課程など様々な面において異なった取り扱いがされていたが、軍艦における動力装置の重要度の高まりや機関科士官らの抗議などにより制度変更が行われた。教育制度を中心とした兵科・機関科の制度統合のことを兵機一系化（へいきいっけいか）ともいう。

## イギリス海軍
イギリス海軍では、1820年代に海軍への蒸気機関の導入が始まって以来、長期に渡って機関科士官の地位・給与・教育などの諸待遇を巡る機関科問題（Engineer Question）が続いた。イギリス海軍では、1837年に准士官級（Warrant officer）の機関科の幹部制度が設けられたが、士官級の機関科幹部が設けられたのは10年後の1847年になってからであった。士官制度になってからも、兵科士官（Executive officer）は軍人の地位にあるのに対し、機関科の「士官」は軍人ではなく文官である機関官とされた。教育面でも、王立海軍兵学校は兵科士官だけのための教育機関であるなど、様々な点で機関科士官の待遇は兵科士官よりも低いものとされた。これは、兵科士官はジェントルマンであるのに対し、機関科士官は平民であるという社会階級の違いを反映したためであった。イギリス海軍における機関科士官の劣悪な待遇は、蒸気推進軍艦の普及したクリミア戦争の頃になると、機関科士官の不足を招いた。そこで、1876年に汽走一等戦列艦「マールバラ」（en）を練習艦として海軍独自の機関科士官養成が始まり、1879年には、プリマスのキーハム（en）に王立海軍機関学校（en）の設立が決まった。
1900年、民間の有力な技術者モリソン（D・B・Morrison）が発表した論文をきっかけに、イギリス海軍での機関科士官の待遇問題は大きく取り上げられた。英国議会や新聞紙上で問題視された結果、海軍当局は改善を検討することを約束した。保守的な海軍関係者たちは兵機一系化に強く反対したが、改革派のジョン・アーバスノット・フィッシャーが海軍本部に入ると、彼と海軍卿のウィリアム・パルマー（en, 第2代セルボーン伯爵）により、セルボーン＝フィッシャー・スキーム（仮訳：en:Selborne-Fisher scheme）と呼ばれる改革が進められることになった。まずは1903年3月に機関科士官の階級呼称が、上は「機関少将」から下は「機関少尉」までの兵科士官類似の呼称に改正された。同年には機関科士官の教育課程にも戦術に関する内容を加えるなど教育の兵機一系化が進み、海軍兵学校出身で軍令権（艦艇・部隊の指揮権）を有する機関科士官も誕生した。フィッシャーは、完全な兵機一系化まで実現できずに一度は引退するが、第一次世界大戦勃発で第一海軍卿に返り咲いた。そして、1915年に機関科士官の制服に兵科士官同様のエグゼクティブ・カール（en）を付けさせ、機関科士官全員に機関科部内に限っての軍令権を与えることに成功した。
しかし、第一次世界大戦が終結すると、再び兵科と機関科の区別を明確化する揺り戻しがあった。1921年頃から機関科の改編が進められ、1925年末には兵科と機関科が再分離された。一方で、機関科士官の待遇改善も同時に進められた。

## アメリカ海軍
アメリカ海軍では、1837年に機関科士官制度が創設された。イギリス海軍の機関科准士官制度と同時であるが、社会階級が無いのを反映し、当初から士官級であった。アメリカ海軍においても、19世紀末までは兵科士官と機関科士官が区分され、教育機関も別に設置されていた。しかし、1898年の米西戦争をきっかけに近代海軍における技術者としての機関科の重要性が認識され、兵機一系化が行われた。1897年から米西戦争初期にかけて海軍次官（en）を務めていたセオドア・ルーズベルトの主導で一系化改革は進められ、1899年に連邦議会の承認を経て、兵科と機関科が統合された。
統合後の士官教育は、アナポリス兵学校ですべて行われ、卒業後に旧兵科系統のポストと旧機関科系統のポストを枠を超えて行き来するようになった。一例として、レイモンド・スプルーアンス（1906年卒）は、少尉から中尉の時にゼネラル・エレクトリック社に出向して電気関係の教育を受け、艦艇の機関部署や海軍工廠勤務などを経験、少佐昇進後は艦艇の戦闘部署勤務が中心となっている。
ただし、艦艇における指揮系統には関与しない機関専任士官（仮訳：en:Engineering Duty Officer）の制度は存在する。

## 大日本帝国海軍

### 概説
大日本帝国海軍（以下「帝国海軍」という）は、イギリス海軍に倣って兵科士官と機関科士官を区別したが、その終焉に至るまで兵科と機関科の対立が続いた。この機関科問題は、帝国海軍の人事関係で最大の問題であり、また隠微なタブーでもあった。なお、兵科士官との間だけでなく、主計科・軍医科など他の将校相当官、兵士からの叩き上げである特務士官、高等商船学校卒や一般大学卒・予備学生経由の予備士官との関係でも、逆に機関科士官側が差別意識を持つなど軋轢があった。
帝国海軍の場合、給与の面はあまり問題にならなかったが、部隊指揮に関する軍令承行権の制限と、教育制度の統合（一系教育）の是非が中心的な争点となった。特に軍令承行権における兵科士官の優越が、部隊指揮以外の場面に拡張される傾向があり、機関科との軋轢を生んだ。その他、階級制度や高級ポストの少なさから機関科士官の昇進が厳しく制約されたことや、艦上勤務が機関長止まりであることから副長以上乗艦時の号笛栄誉が受けられないなど様々な場面で礼式に格差があったことも、機関科側には不満とされた。
機関科問題は徐々に制度改正が進み、特に太平洋戦争中には教育の一系化や軍令承行権の開放などがあったが、完全な問題解決はできないままに敗戦による海軍解体を迎えた。

### 明治期
帝国海軍の創設当初、機関科の士官である機関官はイギリス海軍同様に文官とされたが、早くも1872年（明治5年）には軍医官・主計官・秘書官とともに武官に編入された。もっとも、武官といっても戦闘指揮を司る将校ではなく、非戦闘員で格下扱いの将校相当官に分類された。階級も大佐相当の機関大監、大尉相当は大機関士などと将校と異なった呼称が付けられており、最上位者でも少将相当の機関総監（1882年新設）と低く抑えられていた。
帝国海軍の士官教育では、1873年（明治6年）、お雇い外国人のイギリス海軍士官の指導で海軍兵学寮（1876年に改称し海軍兵学校）の中に機関科が創設されてから、兵科士官と機関科士官の教育が2つに分かれた。その後、1881年（明治14年）には、イギリス海軍が設立したばかりのキーハム王立海軍機関学校にならい、海軍機関学校として機関科士官関係が独立した。しかし、士族には職工的な機関科士官の志望者が少なく、イギリス海軍などに習って民間の技術者を機関官に登用する制度が検討され、1887年（明治20年）に一旦は機関学校廃止となった。
民間技術者登用の新制度は民間技術者層の薄さから失敗に終わり、やむなく兵学校卒の少尉候補生を機関科士官へ転科させることになった。この一種の兵機一系教育体制の下、海兵19期では約半数にも及ぶ人数が機関官となった。将校から格下の将校相当官への変更になるため、希望者は少なく、成績下位者を中心とした半強制的な転科であった。結局、1893年（明治26年）に機関学校が再設置され、教育課程は再分離された。
1894年（明治27年）の日清戦争において近代的な蒸気推進軍艦の戦闘を経験すると、機関官の役割の重要性が認識された。実績評価や機関学校生徒の募集に役立てる意図から、1896年（明治29年）には機関科士官を将校相当官から将校に変更することが検討された。この改正案は将官会議の内諾までは得られたものの、海軍軍令部が、大日本帝国憲法の規定する統帥権の行使は兵科士官の専権であり、機関科士官は従戦者にすぎないとの理由で反対したため、実現しなかった。そして、機関科士官が指揮権を一切有しないことは、1899年（明治32年）制定の内令22号「軍令承行に関する件」（軍令承行令の前身）によって明確化された。
その後も1897年のモリソン論文が紹介されたことや、アメリカ海軍の兵機一系化に刺激を受けて、機関科士官らが制度改正を求める活動が続いた。日露戦争では、旅順港閉塞作戦参加者の70%を機関科将兵からの志願者が占めるなど、機関科のさらなる活躍があった。日露戦争での活動が評価された結果、1906年（明治39年）には、機関科士官の呼称が兵科将校に準じた「機関大佐」などに変更され、最高位として機関中将が新設、軍服へのエグゼクティブ・カール（日本では「蛇の目」とも呼ばれた）の着装も認められた。しかし、軍令承行に関する改正は、あくまで将校相当官の機関官である以上は不可とされてしまった。

### 大正期の改正

#### 将校相当官から機関科将校へ
イギリス海軍におけるフィッシャー第一海軍卿による兵機一系化改革を見た帝国海軍は、八代六郎海相の下での海軍改革の一環として機関科問題に取り組み、1915年（大正4年）12月、機関科士官を将校相当官から将校に準じた「機関将校」に格上げした。同時に「軍令承行に関する件」も廃止され、新たに制定された「軍令承行令」によって、16年ぶりに機関科士官にも軍令承行権が与えられた。1919年（大正8年）9月には、軍医科や主計科などの将校相当官の改称と合わせて、兵科将校と並ぶ将校カテゴリーの一種としての機関科将校に変更された。もっとも、機関科士官に軍令承行権が認められたと言っても、兵科士官に次ぐ序列とされ、兵科最下位の少尉の次に機関科最高位の中将に指揮権が移行するという順位に過ぎなかった。同時に、士官教育の一系化や機関大将の階級創設も検討されたが、不採用となった。
また、1916年（大正5年）3月には、機関科の軍政の総元締めとして、海軍省に機関局を設置した。機関局長は、機関科将校の最高ポストとなった。

#### 教育制度調査会と将官一系化
1923年（大正12年）、機関局長の船橋善弥機関中将が退任に際して機関科制度改正を上申したのを受け、財部彪海相は、同年7月に教育の兵機一系化を審議する海軍教育制度調査会（委員長：岡田啓介海軍次官）を設置した。岡田次官は調査会設置に反対だったが、財部海相に押し切られる形で審議が始まった。偶然にも同年9月の関東大震災で横須賀の海軍機関学校が焼失し、江田島の海軍兵学校と同居することになったため、機関学校教官を中心に教育一系化の要求が高まった。
1924年（大正13年）4月、教育制度調査会は、教育一系化につき両論併記の形の報告を提出した。この報告書は、調査会の一員の平塚保機関局長を退席させて、兵科士官だけで最終決定してしまったものだった。その後、元帥・軍事参議官・艦隊司令長官らによる諮問会議が開かれたが、具体案には踏み込まないまま、兵機一系化は教育の能率低下を招くとの結論になった。教育制度調査会は秘密会議だったが、平塚機関局長を除外して行われた審議過程が大阪毎日新聞によって報じられ、機関科将校たちを憤慨させた。
大正デモクラシーの世相の中、一部の機関科将校は、さらなる改革を求めて水平運動を意識した議論を展開した。しかし、大正デモクラシーに危機感をもつ海軍には受け入れられなかった。この外部組織と結びついた運動は、海軍に非常に有害な影響を与えたとする評価もある。
1924年5月に、村上格一海相が教育の兵機一系化について議論を禁止する訓示を発し、論争に終止符を打とうとした。反発した機関科将校の一部は、新聞各紙に意見を投稿して機関科問題について訴え、大臣訓示を批判した。そのため、同年6月には、加藤寛治第二艦隊司令長官も、「現状維持の結論は伏見宮博恭王大将や東郷平八郎元帥らの熟議を経て最善と判断されたのであるから、機関科将校は現在の制度を天分と心得るべき」旨の訓示を発して、事態の鎮静化を図った。

1924年末、帝国海軍は、前記の教育制度調査会の答申に基づき、将官のみに限って兵科士官と機関科将校の区分を撤廃し、階級名を「海軍大将・海軍中将・海軍少将」に一本化する制度改正を行い、海軍省機関局も廃止した。この大正13年改正により、制度上は、将官になれば機関科将校が全てのポストに就けることになり、機関科将校が兵科将校と同様に大将に親任されることが可能になったが、現実には、兵科出身将官と機関科出身将官が同等に扱われることはなかった。

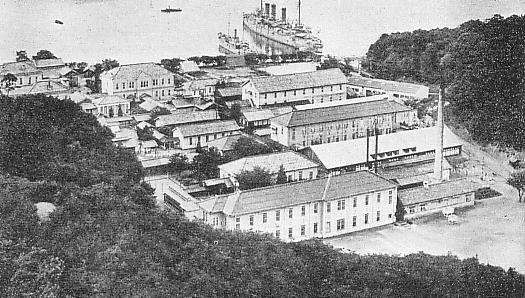
舞鶴再建後の海軍機関学校（1930年頃）

なおも機関科将校側としては不満が収まらなかったが、前述の村上海相訓示により、以後約10年間に渡って表立った議論は封殺されることになった。教育課程は兵機二系統に据え置かれ、機関学校は舞鶴に再建された。兵学校に比べて機関学校への入学希望者が不足する問題は、機関学校の入試を兵学校より先行させ、合格者は兵学校の受験資格を失わせる手法により生徒の確保を図ることになったが、事情を十分知らないまま機関学校を受験した者からは不満が出た。

### 昭和戦前期の論争
1934年（昭和9年）頃になると、再び機関科問題が海軍上層部に取り上げられるようになった。同年11月には、参謀長会議が兵科・機関科双方の現場から意見聴取を行い、翌1935年（昭和10年）には、機関科を所管する軍務局第3課長の鈴木久武機関大佐らが独自に争点を整理した私案を作成した。
上記のような機運や、1935年夏に河村脩機関中佐が吉田善吾軍務局長に兵機一系化を直訴した事件、1936年（昭和11年）の二・二六事件捜査の際に機関学校卒業生内で流布していた機関科問題についての檄文が発見された事件などを踏まえ、同年11月、永野修身海相の下で海軍制度調査会（委員長：豊田副武軍務局長）が設置された。ただし、この海軍制度調査会も、大正13年改正時の教育制度調査会と同様に兵科士官中心に議論が進められ、兵機一系化は不相当とする結論を出した。永野海相は、この結論が不服で、井上成美少将に特命して追加的な研究を行わせた。井上は、在学期間を3カ月延ばせば兵学校と機関学校を統合した一系教育は可能であるとの答申をしたが、ただちに実行に移されることはなかった。
1937年（昭和12年）には、帝国議会でも、海軍政務次官経験者である牧山耕蔵代議士（立憲民政党）によって機関科問題が取り上げられるに至った。牧山が、機関科出身の大将が存在しない理由をただしたのに対し、米内光政海相は、過去に大将候補とされながら実現しなかった事例を挙げて、将来的に誕生を希望すると答弁するにとどまった。
その後、日米の軍事的緊張が高まった1941年（昭和16年）春に、豊田貞次郎海軍次官の主導で、軍務局第1課長の高田利種大佐を主任として機関科問題に関する制度改正研究が行われた。この際の高田案は、連合艦隊司令長官の山本五十六大将らにより、混乱を生じる制度改正は開戦可能性を考えると時期的に不適当であると反対され、実現しなかった。

### 太平洋戦争中の改正
国際情勢不穏を理由に見送られた1941年の兵機一系化改正だったが、実際には、太平洋戦争勃発後になって次々と大規模改正が行われる結果となった。
まず、1942年（昭和17年）11月1日施行で、兵科士官と機関科士官の官階制度上の区別が撤廃され、兵科に統合された。機関科士官の階級は、従来の「機関中佐」などから、兵科と同じただの「中佐」などに変更された。機関科士官の階級章などに使われていた紫色の識別線も廃止になった。この改正は、特務士官の呼称変更と同時に実施された。もっとも、この改正は軍令承行権には及ばず、軍令承行令上では旧機関科士官を「将校（機）」として区別し（第5条）、旧兵科士官である「将校（兵）」がいる限り指揮権を承継できない実質に変わりはなかった。軍令承行令の特例という形でのみ、同年12月、海軍陸戦隊などの陸上部隊と輸送や練習を担当する海軍航空隊に限って、将校（兵）・将校（機）を問わず、さらには特務士官や予備士官までも含めた範囲で階級によって指揮権継承順位を決することが定められている。
1944年（昭和19年）8月になって、軍令承行令の大改正が実施され、ついに軍令承行権に関する兵機の原則平等化が実現した。機関科士官の悲願が、敗戦のわずか1年前になって成就したことになる。改正の目的は、戦闘消耗による旧兵科士官の人材枯渇を補うことが主たるもので、旧機関科士官の士気向上も合わせ考慮された。この昭和19年改正では、将校（兵）と将校（機）の区分が廃止され、原則として旧兵科士官・旧機関科士官を問わずに階級の上下により指揮権を承継する定めとなった。ただし、経過措置として特例が設けられ、軍艦（戦艦・空母・巡洋艦などの大型戦闘艦）・駆逐艦・潜水艦に関しては、従前通り旧兵科士官が優先される取り扱いとなった。なお、海防艦などの小型艦艇に関しては別の特例が設けられ、陸上部隊や航空部隊と同じく、特務士官などまで含めた範囲で階級で指揮権継承順位を決定することになっている。大型艦除外の特例が設けられたことに関しては、主要部分で最後まで機関科士官を差別し続けたものと批判する見方がある。一方で、機関科関係の教育のみを受け、機関科関係の職務のみに就いてきた旧機関科士官が艦橋に立って操艦や砲戦指揮を行うことは現実問題として不可能だから、妥当な経過措置であるとの見方もある。
指揮権に関する運用の実態としては、機関科出身の海軍航空隊司令が複数名誕生している。他方、軍令承行令では上位にあるはずの機関科出身の中将が、劣後する兵科の少将に指揮権を譲らされる事態も発生していた。
士官教育面での一系化も大戦中に行われた。1944年10月に、海軍機関学校が海軍兵学校に統合され、以後は海軍兵学校舞鶴分校と称した。もっとも、実際の教育内容は、当面の間は従来通りとするものとされ、そのまま終戦を迎えた。

### 機関科出身の大将
1924年（大正13年）末の制度改正によって、制度上は消滅した兵科出身・機関科出身の将官の区別は、依然として続いた。機関科出身将官の事実上の最高ポストは海軍省軍需局長であり、機関科出身の中将が大将に親任された例は1945年（昭和20年）に帝国海軍が消滅するまでなかった。
その状況の中、軍需局長を経て、通常は兵科出身の中将が補職される海軍艦政本部長まで進んだ杉政人（海機10期）・上田宗重（海機13期）、太平洋戦争（大東亜戦争）中に軍需局長を経ずに艦政本部長となった渋谷隆太郎（海機18期）の3名が、機関科出身の大将の候補者と目された。艦政本部長を経験した中将は大将に親任されるのが例であった。しかし杉は艦政本部長在任中に起きた友鶴事件により引責辞任・軍令部出仕を経て予備役編入、上田は艦政本部長在職のまま急逝、渋谷は艦政本部長在職中に敗戦により海軍が廃止されたため、いずれも中将で終わった。
渋谷が艦政本部長を務めたのと同時期に海軍次官を務めた井上成美は、戦後になって、「海軍がもう少し続いていれば、渋谷は大将になれた」という趣旨の発言をしたという。渋谷（1940年（昭和15年）11月 中将、1945年（昭和20年）11月 予備役）は、井上（1939年（昭和14年）11月 中将、1945年（昭和20年）5月 大将、1945年（昭和20年）10月 予備役）より1年遅れで進級していた。太平洋戦争（大東亜戦争）中は、中将進級後、5年半経過して予備役に編入されない者は大将に親任される例であった。井上が言うように、海軍が「もう少し」続いていれば、渋谷は、井上に1年遅れて、1946年（昭和21年）の春に大将に親任されることが可能であった。
なお、敗戦によって帝国海軍が消滅した後、航空自衛隊に入隊した角田義隆（海機49期、帝国海軍での最終階級は海軍大尉）が、1974年（昭和49年）に航空幕僚長（空軍大将に相当）に就任した。陸上自衛隊、海上自衛隊を含めて海軍機関学校出身者が大将相当になった唯一の例である。